# Jörgen Moberg
Jörgen Moberg, född 2 juni 1971, är en svensk före detta fotbollsspelare som under sin klubbkarriär representerade Örgryte IS, Östers IF och Ljungskile SK.
Moberg var uttagen i den svenska truppen till OS 1992 i Barcelona men fick aldrig göra någon "riktig" A-landskamp.